# 长果牧根草
长果牧根草（学名：Asyneuma fulgens）是桔梗科牧根草属的植物。分布于尼泊尔、印度、锡金、斯里兰卡以及中国大陆的西藏等地，生长于海拔1,800米至3,000米的地区，一般生长在山谷林缘草丛和山沟草地中，目前尚未由人工引种栽培。